# Robert Treutel
Robert Treutel (* 25. Oktober 1957 in Frankfurt am Main) ist ein deutscher Radiomoderator und Komiker. Bekannt wurde er durch die von ihm erschaffene Figur „Bodo Bach“.

## Leben
Treutel wurde als erstes von drei Kindern geboren. Nach dem Abitur 1976 begann er ein Jura-Studium und arbeitete nebenbei beim Hessischen Rundfunk als Kabelhilfe, Fahrer und Aufnahmeleiterassistent. Nach neun Semestern beendete er sein Studium ohne Abschluss. 1982 zog er nach Köln und arbeitete dort als Aufnahmeleiter für den WWF-Club, 1983 übernahm er die Produktionsleitung im WDR beim TV-Nachwuchstheater „Sprungbrett“ und wurde schließlich Moderator im Hörfunk des WDR. 1989 kam er zum damals neu gegründeten Radiosender HIT RADIO FFH, bei dem er ebenfalls – neben seiner Tätigkeit beim WDR – als Moderator tätig war.
Im Jahr 1994 entwickelte er die Figur „Bodo Bach“, als er in einem Hotel in Tokio anrief und dort mit Mitarbeitern japanisch zu sprechen versuchte. Treutel tritt immer wieder unter dem Künstlernamen „Bodo Bach“ in unterschiedlichen Fernsehsendungen auf (z. B. Verstehen Sie Spaß? oder im Rateteam von Meister des Alltags). Er bestreitet verschiedene Soloprogramme und produzierte mehrere Tonträger.
Treutel ist seit 1987 mit Gerda Treutel verheiratet und hat einen Sohn (* 1987), den er unter dem Namen ‚Rüdiger‘ gerne in seine Bühnenprogramme einbaut.